# 로트 바이스 알렌
로트 바이스 알렌(Rot Weiss Ahlen)은 1996년에 창단된 독일 노르트라인베스트팔렌주의 도시 알렌의 축구 팀으로, 현재 레기오날리가에서 활동하고 있다. 2006년 6월 1일까지의 팀 명칭은 LR 알렌(LR Ahlen)이었다.

## 경력
- 베르치어클리가 베스트팔렌 리그: 우승 1회 (1993)
- 란데스리가 베스트팔렌 리그: 우승 1회 (1994)
- 베르반츠리가 베스트팔렌 북동부 지역 리그: 우승 1회 (1995)
- 오베르리가 베스트팔렌 리그: 우승 1회 (1996)
- 레기오날리가 북부 리그: 우승 1회 (2008)

## 선수 명단

### 현역
참고: FIFA 자격 규정에 따라 소속된 국가대표팀 국기를 표시합니다. 선수는 복수의 FIFA 비회원국 국적을 가지고 있을 수 있습니다.
| 번호 | 포지션 | 국적     | 이름            |
| ---- | ------ | -------- | --------------- |
| 9    | FW     | 튀르키예 | 바하틴 쾨세     |
| 14   | DF     |          | 브루노 소아레스 |

| 번호 | 포지션 | 국적   | 이름        |
| ---- | ------ | ------ | ----------- |
| 28   | MF     | 시리아 | 캔 무스트파 |

## 역대 감독
| 감독          | 임기        |
| ------------- | ----------- |
| 베르너 로란트 | 2002 ~ 2003 |
| 슈테판 쿤츠   | 2003        |